# Timothy Toroitich
Timothy Toroitich (* 10. Oktober 1991 in Bukwo) ist ein ugandischer Langstreckenläufer. 

## Sportliche Karriere
Erste internationale Erfahrungen sammelte Timothy Toroitich bei den Crosslauf-Weltmeisterschaften 2009 in Amman, bei denen er im Juniorenrennen den 25. Platz belegte und in der Teamwertung den vierten Rang erreichte. Bei den Crosslauf-Weltmeisterschaften 2010 in Bydgoszcz gewann er im U20-Team die Bronzemedaille und belegte in der Einzelwertung den dreizehnten Platz. 
Drei Jahre später wurde er bei den Crosslauf-Weltmeisterschaften 2013 ebendort Fünfter in der allgemeinen Klasse. 
Über 10.000 Meter qualifizierte er sich für die Weltmeisterschaften in Moskau, bei denen er in 28:33,61 min den 22. Platz belegte. 
2014 nahm er zum ersten Mal an den Commonwealth Games im schottischen Glasgow teil und erlief dort über 5000 Meter den 11. sowie über 10.000 Meter den achten Platz. Zuvor lief er bei den Crosslauf-Afrikameisterschaften in Kampala auf den 16. Platz.
Bei den Crosslauf-Weltmeisterschaften 2015 Guiyang erreichte er Platz 27 und belegte bei den Weltmeisterschaften in Peking über 10.000 Meter in 27:44,90 min den achten Platz. 2016 nahm er an den Olympischen Spielen in Rio de Janeiro teil, bei denen er ebenfalls über 10.000 Meter mit 28:04,84 min den 23. Rang belegte.

Bei den Crosslauf-Weltmeisterschaften 2017 in Kampala wurde er Neunter und sicherte sich mit dem ugandischen Team die Bronzemedaille. Bei den Weltmeisterschaften in London errang er in 27:21,09 min im 10.000-Meter-Finale den 14. Platz. 2017 wurde Toroitich zudem ugandischer Meister im 10.000-Meter-Lauf.
Bei den Commonwealth Games 2018 im australischen Gold Coast trat er über 10.000 Meter an und belegte in 27:47,35 min den siebten Platz. 
Anschließend gewann er bei den Afrikameisterschaften in Asaba über 10.000 Meter in 29:11,87 s die Bronzemedaille hinter den beiden Äthiopiern Jemal Yimer und Andamlak Belihu.

## Persönliche Bestzeiten
- 5000 Meter: 13:32,21 min, 9. Juni 2013 in Rabat
- 10.000 Meter: 27:21,09 min, 4. August 2017 in London
- 10-km-Straßenlauf: 29:18 min, 23. Februar 2014 in Ra’s al-Chaima
- Halbmarathon: 1:02:10 h, 9. Februar 2018 in Ra’s al-Chaima
- 3000 m Hindernis: 8:23,61 min, 10. Juni 2012 in Brazzaville